# Jaime Junior
Jaime Junior da Silva Aquino (n. 27 aprilie 1979, Brazilia) este un fotbalist brazilian care evoluează în prezent la A.C. Baraúnas. De-a lungul carierei a mai evoluat la Vitória SC, Rio Ave FC, SC Braga, Estrela Amadora, Leixões S.C., Clube do Remo și la CS Otopeni.